# له، هلند
له (به هلندی: Lhee) یک منطقهٔ مسکونی در هلند است که در وسترفلد واقع شده‌است. له ۳۴۰ نفر جمعیت دارد.